# مژگان شجریان
مژگان شجریان (زادهٔ ۲۷ اردیبهشت ۱۳۴۸) خواننده، طراح گرافیک، نقاش و نوازندهٔ سه‌تار ایرانی است. او فرزند محمدرضا شجریان است.

## زندگی و تحصیلات
مژگان شجریان ۲۷ اردیبهشت ۱۳۴۸ در تهران متولد شده است. او فارغ‌التحصیل کارشناسی نقاشی و کارشناسی ارشد ارتباط تصویری (گرافیک) از دانشگاه آزاد اسلامی است و علاوه بر آن نیز کارشناسی موسیقی از دانشگاه هنر دارد. او علاوه بر آموختن آواز نزد پدر، نوازندگی سه‌تار را نزد محمدرضا لطفی و حسین علیزاده در مرحله مقدماتی فرا گرفته و ردیف‌نوازی را از پرویز مشکاتیان و مهربانو توفیق آموخته است.
مژگان شجریان با محمدعلی رفیعی که مدیر برگزاری کنسرت‌های محمدرضا شجریان و بعدتر همایون شجریان بوده ازدواج کرده و صاحب یک دختر به نام مهر رفیعی و دو پسر دوقلو به نام‌های سام و سپهر می‌باشد.

## سابقهٔ آموزشی
- فراگیری سه‌تار نزد محمدرضا لطفی و حسین علیزاده در مرحلهٔ مقدماتی در سال ۱۳۵۸
- فراگیری ردیف نوازی نزد پرویز مشکاتیان در سال ۱۳۶۰[۸]
- فراگیری ردیف نوازی نزد مهربانو توفیق در دانشگاه هنر سال ۱۳۶۸

## گروه شهناز
محمدرضا شجریان در سال ۱۳۸۷ یک گروه موسیقی بنیان نهاد و آن را به افتخار جلیل شهناز (نوازندهٔ نامی تار)، گروه شهناز نامید. محمدرضا شجریان به همراه دخترش مژگان شجریان (به‌عنوان خواننده، نوازنده سه‌تار و همخوان) با این گروه فعالیت داشتند.

## آلبوم ارغوان
اولین آلبوم مستقل وی در فروردین ۱۳۹۸ با نام ارغوان منتشر شد. آهنگسازی این آلبوم را سورنا صفاتی بر عهده داشته است. در این آلبوم از اشعار شاعرانی چون هوشنگ ابتهاج، محمدرضا شفیعی کدکنی و حافظ استفاده شده است. مژگان شجریان دربارهٔ نام این آلبوم می‌گوید: «نام ارغوان حکایت‌گر آلام مردمان سرزمین ماست و نیز آنان که تن به کوچی اجباری داده ولی هرگز از سرزمین مادری ریشه برنکنده‌اند.» با توجه به محدودیت‌های انتشار آلبوم‌های موسیقی با صدای زنان در ایران مژگان شجریان با انتشار نوشته‌ای در شبکه‌های اجتماعی اعلام کرد: «به دلیل قوانین ناعادلانه حاکم بر سرزمینمان امکان انتشار آلبوم ارغوان وجود ندارد و به همین دلیل ارغوان به‌طور رایگان در اینترنت در دسترس علاقه‌مندان در ایران قرار می‌گیرد.»

## مهاجرت از ایران
مژگان شجریان به همراه پدرش همواره به سیاست‌های فرهنگی رسمی حکومت جمهوری اسلامی از جمله عدم پذیرش زنان و تبدیل صحنه موسیقی و فعالیت هنری در ایران به میدان مقاومت علیه ایدئولوژی حاکم اعتراض داشت و این اعتراض را در مبارزه‌ای مدنی در کشور که محمد رضا شجریان در خط مقدم آن بود نشان می‌داد. به دلیل حساسیت‌هایی که کنش‌های این‌چنینی برای آن‌ها در پی داشت، او تصمیم گرفت برای امنیت خود در کار و زندگی و رسیدن به آرزویش در زمینه آوازخواندن بدون محدودیت، پس از کنسرت‌های ۲۰۱۲ به ایران برنگردد.

## موضع‌گیری سیاسی
مژگان شجریان به روش‌های گوناگون از جمله با انتشار آهنگ‌های اعتراضی همراهی و همدلی‌اش با اعتراض‌های سراسری و خیزش سال ۱۴۰۱ ایران را نشان داده است. او در آذرماه ۱۴۰۱ «به نام سرخ آزادی» را خواند و آن را به تمامی مردمانی که قلب‌شان برای وطن می‌تپد و «خون سرخشان در بستر رگ‌های آزادی تا ابد جاری می‌ماند» تقدیم کرد.
او در دی‌ماه ۱۴۰۱ ترانهٔ «برای بی‌مزار عاشقان» را با آهنگسازی مهدی باقری منتشر کرد. او در شرح نمآهنگ تأثیرگذار این اثر در رسانه‌های اجتماعی نوشت: «مام وطن، اندوه تو را بر کول خسته از تاریخ تا سپیده دمان صبح آزادی می‌کشد.»
پس از چندی در سال ۱۴۰۲ نیز قطعه «بخوان» با آهنگسازی سیروان منهوبی را ساخت که در سالگرد کشته شدن نیکا شاه‌کرمی منتشر شد. او در شرح این قطعه که به «پیشگاه نیکاهایی که برای دفاع از مهساهای میهنمان جان باختند» هدیه شده، نوشته است: «بخوان، وقت سرود باور ماست؛ سرودی که بیش از صدسال است با حرکت اعتراضی زنان علیه حجاب اجباری آغاز شده است و هنوز ادامه دارد.»

## سابقهٔ فعالیت هنری
- اجرای کنسرت همراه با سیما بینا در سال ۱۳۷۰ در تهران
- طراحی گرافیک آثار محمدرضا شجریان و همایون شجریان از سال ۱۳۷۲
- تک‌خوانی و هم‌آوازی با استاد شجریان در کنسرت لندن همراه با گروه شهناز (فروردین ۱۳۸۹) (پخش شده به‌صورت رسمی توسط بی‌بی‌سی)
- سه‌تار نوازی در کنسرت محمدرضا شجریان و گروه شهناز در دبی، کنسرت گروه شهناز در تهران، رندان مست و مرغ خوش‌خوان
- برگزاری کنسرت در سوئد در جشنوارهٔ «صدای زن خاورمیانه» در آذر ۱۳۹۸[۱۱]